# Голова обертом (фільм)
Голова́ о́бертом (англ. Head Over Heels) — американська романтична комедія 2001 року режисера Марка Вотерса (Mark Waters). Фільм знятий кінокомпаніями «Роберт Саймондз продакшнз» (англ. Robert Simonds Productions) та «Юніверсал Пікчерз» (англ. Universal Pictures).

## Сюжет
Інтелігентній дівчині-реставратору на ім'я Аманда (акторка Моніка Поттер) катастрофічно не щастить із чоловіками. Після того, як вона заскочує свого чергового хлопця в ліжку з іншою дівчиною, Аманда змушена шукати собі нове помешкання. Її цілком влаштувала крихітна кімнатка в шикарних апартаментах чотирьох не дуже кмітливих дівчат-супермоделей. А в будинку напроти виявляється квартира Містера Досконалість — молодого чоловіка на ім'я Джим (актор Фредді Принц молодший), яким захоплюються всі сусідки Аманди: він чудово одягається, привабливий, спортивний, тактовний… Наша героїня закохується у Джима з першого погляду. Але, спостерігаючи за Джимом через вікно, Аманда з сусідками стають свідками вбивства — дівчата бачать, що Джим за допомогою бейсбольної битки розправляється з незнайомкою. Проте поліція не знаходить доказів убивства і не вірить «дурненьким» моделям, тож Аманді з подругами доводиться самим взятися за розслідування…

## У головних ролях
- Моніка Поттер (Monica Potter) — Аманда (Amanda)
- Фредді Принц-молодший (Freddie Prinze Jr.) — Джим Вінстон (Jim Winston)
- Шалом Гарлов (Shalom Harlow) — Джейд (Jade)
- Івана Мілічевіч (Ivana Miličević) — Роксана (Roxana)
- Сара Мердок (Sarah Murdoch) — Кенді (Candi), у титрах як Сара О'Гар (Sarah O'Hare)
- Томіко Фрейзер (Tomiko Fraser) — Голлі (Holly)
- Чайна Чоу (China Chow) — Ліза (Lisa)

## Український переклад
Український переклад фільму англ. Head Over Heels та багатоголосе закадрове озвучення зроблені на замовлення телеканалу НЛО TV.